# Велчо Стоянов
Велчо Стоянов е български футболист, роден през 1907 г. Той е включен в състава на националния отбор за Летните олимпийски игри в Париж през 1924 г., но де факто не пътува с отбора, той е само формален олимпиец. На клубно ниво играе в столичната Славия като е и капитан на отбора при спечелването на първата шампионска титла през 1928 и 1930 срещу Владислав – Варна. През 1928 г. на финала той отбелязва един от четирите гола. За националния отбор изиграва 18 мача и отбелязва 5 гола. Неговият първи гол за държавния тим срещу Турция се оказва решаващ за първото равенство в историята на националния ни тим. Умира през 1982 година.